# Wolfgang Winkler (Musiker)
Wolfgang „Büchse“ Winkler (* 29. Dezember 1935 in Hohenstein-Ernstthal) ist ein deutscher Jazzschlagzeuger.

## Werdegang
Winkler erhielt Privatunterricht und entwickelte sich als Autodidakt weiter. Von 1960 bis 1963 spielte er im Tanzorchester Rostock, seit 1963 auch im Quartett von Michael Fritzen. Zwischen 1964 und 1967 war er Mitglied des Manfred Ludwig Sextett, spielte daneben aber in der Modern Jazz Bigband von Klaus Lenz, wo er auch Manfred Krug begleitete. Seit 1967 wirkte Winkler nicht nur im Rundfunktanzorchester Berlin, sondern auch im Rundfunk-Jazzensemble Studio IV. Von 1971 bis 1972 spielte er dann im Quintett bzw. Tentett von Hubert Katzenbeier, 1972 im Quartett von Ernst-Ludwig Petrowsky und 1980 in dessen Oktett. Ulrich Gumpert holte ihn 1972 in die erste Version seiner Workshop Band; im gleichen Jahr spielte er aber auch bei Günther Fischer. 1985 trat er bei den 1. Jazztagen der DDR mit Konrad Körners Jazzterday auf. Daneben spielte er auch im Bereich des Hot Jazz, beispielsweise bei den Dixieland All Stars Berlin. Seit 2004 gehört er zu den Jazz-Makers Berlin; er tritt weiterhin mit The Judge & his Chicago Gang  auf. Im Bereich des Modern Jazz ist er in Formationen von Hubert Katzenbeier sowie von Konrad Körner aktiv.
Winkler spielte auf internationalen Festivals, etwa auf dem Montreux Jazz Festival (1968) oder dem Jazz Jamboree Warschau (1970). Er gilt als „außerordentlich souveräner, in allen Stilarten und Besetzungen versierter Schlagzeuger.“

## Diskografie (Auswahl)
- Manfred Krug/Günther Fischer: Ein Hauch von Frühling (Amiga, 1972)
- U. Gumpert Werkstatt Orchester: Retrospektive (Amiga, 1972)
- E.-L. Petrowsky: Just For Fun (FMP, 1973)